# Histoire de l'Alliance israélite universelle au Maroc
L'Histoire de l'Alliance israélite universelle au Maroc s'étend sur deux siècles, de 1862 à nos jours. Ce réseau éducatif d'origine française a durablement marqué le judaïsme marocain. C'est dans les écoles de l'AIU réparties sur l'ensemble du territoire marocain que de nombreux enfants juifs marocains ont été scolarisés et sont devenus francophones. De ce fait, elle a ainsi participé à éloigner les juifs marocains du reste de leurs compatriotes et a par conséquent sa part de responsabilité dans l'exode qu'a connu cette communauté au XXe siècle.  L'AIU disposait dans ce pays, avant le départ des Juifs des pays arabes, de son réseau scolaire le plus développé. À son apogée en 1955, on y comptait 85 écoles et 28143 élèves.

## Origine
Les premières écoles de l'Alliance israélite universelle au Maroc ont été créées à l'initiative de l'Alliance, avec le soutien de notables juifs marocains et malgré l'opposition de certains rabbins à Tétouan en 1862, à Tanger en 1865, à Mogador en 1867, et dans d'autres villes marocaines à partir de 1874.

## Nationalisation
En 1958, deux ans après l'indépendance, Ahmed Balafrej, le secrétaire général de l'Istiqlal, le principal parti nationaliste,  devient chef du gouvernement. Il est alors demandé à la section locale de l'Alliance de se « marocaniser ». Un tiers du réseau de l'Alliance, soit 19 écoles primaires et l'école professionnelle agricole sont transférées à l'État. L'« Alliance-Maroc » devient l'« Ittihad-Maroc », ce nouveau nom est officialisé par un décret royal du 20 février 1961. Le budget du gouvernement consacré à l'AIU est remplacé par une subvention allouée aux écoles privées, et la part revenant à l'Alliance est calculée au prorata du nombre d'élèves les fréquentant. Ces changements interviennent dans une période difficile pour les Juifs marocains, rupture des relations postales avec Israël, discrimination contre les juifs Marocains en Israël, brimades antijuives précédant la visite du président Nasser en janvier 1961 et naufrage du Pisces, un navire transportant clandestinement des Juifs marocains vers Israël. Les parents juifs retirent des écoles de l'AIU nationalisées par crainte pour leur sécurité.